# Football Club Internazionale Milano 2023-2024 (femminile)
Questa voce raccoglie le informazioni riguardanti la squadra femminile del Football Club Internazionale Milano nelle competizioni ufficiali della stagione 2023-2024.

## Stagione
Concluso il campionato al quinto posto nella stagione precedente, l'Inter riparte con Rita Guarino alla guida della squadra per il terzo anno consecutivo. In Serie A le nerazzurre terminano la prima fase al quinto posto in classifica, qualificandosi per la poule scudetto, dove confermano il quinto posto finale. In Coppa Italia, invece, vengono eliminate ai quarti di finale dalla Fiorentina, che vince ai tiri di rigore dopo il doppio pareggio tra andata e ritorno. Da segnalare che durante la stagione l'Inter lascia lo stadio Ernesto Breda di Sesto San Giovanni e si trasferisce alla storica Arena Civica di Milano per disputare i propri impegni casalinghi.

## Divise e sponsor
Lo sponsor tecnico per la stagione 2023-2024 è Nike, che rinnova il suo accordo di partnership con l'Inter, mentre gli sponsor ufficiali sono il main sponsor Paramount+, lo sleeve sponsor eBay, quest'ultimo confermato dalla stagione precedente, e il back sponsor U-Power.
La maglia home presenta un motivo a mosaico che sfuma tra le classiche strisce nerazzurre; lo stesso motivo si ritrova all'interno del colletto, affiancato alla bandiera di Milano, presente sempre sotto forma di mosaico. La parte superiore del busto è occupata da una fascia a tinta unita nera; il colletto a girocollo è blu, mentre i bordi delle maniche sono neri. Lo swoosh caratteristico dello sponsor tecnico è in giallo, così come lo stemma societario; gli sponsor ufficiali, invece, sono in bianco. I pantaloncini sono neri con dettagli gialli e un piccolo inserto azzurro sul lato, così come i calzettoni, che presentano invece un motivo nerazzurro nella parte superiore. La maglia away è bianca con una banda diagonale nerazzurra, un elemento ricorrente nelle divise da trasferta del club e che mancava dalla stagione 2012-2013 per quanto riguarda la squadra maschile: per l'occasione, la fascia diagonale è interrotta da una sequenza sfumata con un effetto mosaico, dove trova posto il main sponsor e da cui si origina un'inversione tra i colori della banda; il colletto è a V, mentre i bordi delle maniche sono bianchi. Lo swoosh è in azzurro, mentre lo stemma societario è nella versione con i colori sociali, a differenza di quanto avviene nella maglia home, dove è nella versione monocromatica; lo sponsor ufficiale, che nella away compare solo con il lettering, è nero. I pantaloncini sono bianchi con dettagli azzurri, così come i calzettoni, che hanno il motivo nerazzurro già visto nella divisa home. La maglia third è arancione, un colore che mancava per le terze divise del club dalla stagione 2001-2002 per quanto riguarda la squadra maschile; il colletto a girocollo è blu scuro e grigio, i bordi delle maniche sono grigi mentre sui fianchi è presente un inserto blu scuro. Lo swoosh è in nero, così come lo stemma societario; anche gli sponsor ufficiali sono neri. I pantaloncini sono arancioni con inserti blu scuro, mentre i calzettoni sono completamente arancioni.
| Casa | Trasferta | Terza divisa |

| 1ª portiere | 2ª portiere | 3ª portiere | 4ª portiere |

## Organigramma societario
Area sportiva
- Women Football Project Manager: Marco Ieradi[11]

Area tecnica
- Allenatore: Rita Guarino
- Allenatore in seconda: Giorgio Schiavini
- Preparatore dei portieri: Gabriele Zanon
- Preparatore atletico: Mario Familari
- Preparatore atletico: Andrea Bruno
- Match analyst: Alberto Angelestri
- Dottore: Paolo Amaddeo
- Coordinatore fisioterapisti: Marco Candiloro
- Fisioterapista: Roberto Bottoni
- Fisioterapista: Mattia Sagona
- Nutrizionista: Natale Gentile

## Rosa
Rosa, ruoli e numeri di maglia come da sito ufficiale, aggiornati al 5 febbraio 2024.
| N. |                          | Ruolo | Calciatrice          |
| -- | ------------------------ | ----- | -------------------- |
| 2  | Norvegia (bandiera)      | D     | Anja Sønstevold      |
| 3  | Nuova Zelanda (bandiera) | D     | Katie Bowen          |
| 4  | Danimarca (bandiera)     | C     | Sofie Junge Pedersen |
| 5  | Algeria (bandiera)       | C     | Ghoutia Karchouni    |
| 6  | Italia (bandiera)        | C     | Irene Santi          |
| 7  | Malta (bandiera)         | A     | Haley Bugeja         |
| 8  | Italia (bandiera)        | C     | Matilde Pavan        |
| 9  | Italia (bandiera)        | A     | Elisa Polli          |
| 10 | Italia (bandiera)        | A     | Tatiana Bonetti      |
| 11 | Italia (bandiera)        | A     | Agnese Bonfantini    |
| 12 | Italia (bandiera)        | P     | Alessia Piazza       |
| 13 | Italia (bandiera)        | D     | Beatrice Merlo       |
| 14 | Italia (bandiera)        | D     | Chiara Robustellini  |
| 15 | Norvegia (bandiera)      | C     | Noor Eckhoff         |
| 15 | Italia (bandiera)        | A     | Annamaria Serturini  |
| 17 | Ungheria (bandiera)      | D     | Beatrix Fördős       |
| 18 | Italia (bandiera)        | C     | Marta Teresa Pandini |

| N. |                                 | Ruolo | Calciatrice                 |
| -- | ------------------------------- | ----- | --------------------------- |
| 19 | Italia (bandiera)               | C     | Lisa Alborghetti (capitano) |
| 20 | Italia (bandiera)               | C     | Flaminia Simonetti          |
| 21 | Serbia (bandiera)               | P     | Sara Cetinja                |
| 22 | Italia (bandiera)               | P     | Francesca Durante           |
| 23 | Germania (bandiera)             | C     | Lina Magull                 |
| 24 | Bosnia ed Erzegovina (bandiera) | D     | Marija Milinković           |
| 25 | Danimarca (bandiera)            | D     | Frederikke Thøgersen        |
| 27 | Ungheria (bandiera)             | C     | Henrietta Csiszár           |
| 30 | Italia (bandiera)               | D     | Bianca Vergani              |
| 32 | Italia (bandiera)               | P     | Elena Belli                 |
| 33 | Camerun (bandiera)              | A     | Ajara Nchout Njoya          |
| 36 | Italia (bandiera)               | A     | Michela Cambiaghi           |
| 43 | Italia (bandiera)               | A     | Carolina Tironi             |
| 47 | Italia (bandiera)               | C     | Paola Fadda                 |
| 55 | Norvegia (bandiera)             | D     | Andrine Tomter              |
| 99 | Bosnia ed Erzegovina (bandiera) | A     | Maja Jelčić                 |

## Calciomercato

### Sessione estiva
| Acquisti | Acquisti             | Acquisti       | Acquisti      |
| R.       | Nome                 | da             | Modalità      |
| -------- | -------------------- | -------------- | ------------- |
| P        | Sara Cetinja         | Pomigliano     | definitivo    |
| D        | Katie Bowen          | Melbourne City | definitivo    |
| D        | Caterina Fracaros    | Brescia        | fine prestito |
| D        | Angela Passeri       | Pomigliano     | fine prestito |
| D        | Francesca Quazzico   | Verona         | fine prestito |
| D        | Andrine Tomter       | Vålerenga      | definitivo    |
| D        | Bianca Vergani       | Verona         | fine prestito |
| C        | Lucia Pastrenge      | Como           | fine prestito |
| C        | Matilde Pavan        | Como           | fine prestito |
| C        | Sofie Junge Pedersen | Juventus       | svincolata    |
| C        | Alice Regazzoli      | Sampdoria      | fine prestito |
| A        | Agnese Bonfantini    | Juventus       | prestito      |
| A        | Haley Bugeja         | Orlando Pride  | definitivo    |
| A        | Michela Cambiaghi    | Parma          | definitivo    |
| A        | Maja Jelčić          | SFK 2000       | definitivo    |

| Cessioni | Cessioni                   | Cessioni                  | Cessioni       |
| R.       | Nome                       | a                         | Modalità       |
| -------- | -------------------------- | ------------------------- | -------------- |
| P        | Astrid Gilardi             | Como                      | prestito       |
| D        | Caterina Fracaros          | Parma                     | prestito       |
| D        | Anna Björk Kristjánsdóttir |                           | fine contratto |
| D        | Fanny Lång                 |                           | fine contratto |
| D        | Angela Passeri             | Sassuolo                  | prestito       |
| D        | Stefanie van der Gragt     |                           | fine carriera  |
| C        | Anna Catelli               | Cesena                    | prestito       |
| C        | Mana Mihashi               |                           | fine carriera  |
| C        | Lucia Pastrenge            | Como                      | prestito       |
| C        | Alice Regazzoli            | Como                      | prestito       |
| A        | Tabitha Chawinga           | Wuhan Jianghan University | fine prestito  |
| A        | Gloria Marinelli           | Milan                     | definitivo     |

### Sessione invernale
| Acquisti         | Acquisti            | Acquisti      | Acquisti   |
| R.               | Nome                | da            | Modalità   |
| ---------------- | ------------------- | ------------- | ---------- |
| D                | Marija Milinković   | SFK 2000      | definitivo |
| C                | Lina Magull         | Bayern Monaco | definitivo |
| C                | Marta Pandini       | Roma          | prestito   |
| A                | Annamaria Serturini | Roma          | definitivo |
| Altre operazioni |                     |               |            |
| R.               | Nome                | da            | Modalità   |

| Cessioni         | Cessioni           | Cessioni | Cessioni    |
| R.               | Nome               | a        | Modalità    |
| ---------------- | ------------------ | -------- | ----------- |
| D                | Anja Sønstevold    | Roma     | definitivo  |
| C                | Marta Pandini      | Roma     | definitivo  |
| A                | Ajara Nchout Njoya |          | risoluzione |
| Altre operazioni |                    |          |             |
| R.               | Nome               | da       | Modalità    |

### Operazioni esterne alle sessioni
| Acquisti         | Acquisti         | Acquisti         | Acquisti         |
| R.               | Nome             | da               | Modalità         |
| Altre operazioni | Altre operazioni | Altre operazioni | Altre operazioni |
| R.               | Nome             | da               | Modalità         |
| ---------------- | ---------------- | ---------------- | ---------------- |

| Cessioni         | Cessioni     | Cessioni | Cessioni    |
| R.               | Nome         | a        | Modalità    |
| ---------------- | ------------ | -------- | ----------- |
| C                | Noor Eckhoff |          | risoluzione |
| Altre operazioni |              |          |             |
| R.               | Nome         | da       | Modalità    |

## Risultati

### Coppa Italia

#### Fase a eliminazione diretta
| Arbitro: | Bianchi (Prato) |

|  |           |                          |
|  | Marcatori | 36’ Jelčić 78’ Cambiaghi |

| Arbitro: | Delrio (Reggio Emilia) |

|                         |           |                           |
| Cambiaghi 42’ Polli 66’ | Marcatori | 3’ Longo 29’ (aut.) Bowen |

| Arbitro: | Di Francesco (Ostia Lido) |

|                                 |                      |                                   |
| Hammarlund 110’                 | Marcatori            | 103’ Cambiaghi                    |
| Boquete Toniolo Parisi Bellucci | Tiri di rigore 4 – 2 | Polli Milinković Thøgersen Jelčić |

## Statistiche

### Statistiche di squadra
Statistiche aggiornate al 12 maggio 2024.
| Competizione | Punti | In casa | In casa | In casa | In casa | In casa | In casa | In trasferta | In trasferta | In trasferta | In trasferta | In trasferta | In trasferta | Totale | Totale | Totale | Totale | Totale | Totale | DR |
| Competizione | Punti | G       | V       | N       | P       | Gf      | Gs      | G            | V            | N            | P            | Gf           | Gs           | G      | V      | N      | P      | Gf     | Gs     | DR |
| ------------ | ----- | ------- | ------- | ------- | ------- | ------- | ------- | ------------ | ------------ | ------------ | ------------ | ------------ | ------------ | ------ | ------ | ------ | ------ | ------ | ------ | -- |
| Serie A      | 34    | 11      | 4       | 4       | 3       | 17      | 15      | 15           | 6            | 0            | 9            | 28           | 31           | 26     | 10     | 4      | 12     | 45     | 46     | -1 |
| Coppa Italia | -     | 1       | 0       | 1       | 0       | 2       | 2       | 2            | 1            | 1            | 0            | 3            | 1            | 3      | 1      | 2      | 0      | 5      | 3      | 2  |
| Totale       | -     | 12      | 4       | 5       | 3       | 19      | 17      | 17           | 7            | 1            | 9            | 31           | 32           | 29     | 11     | 6      | 12     | 50     | 49     | 1  |

### Andamento in campionato
| Giornata  | 1 | 2 | 3 | 4 | 5 | 6 | 7 | 8 | 9 | 10 | 11 | 12 | 13 | 14 | 15 | 16 | 17 | 18 | 19 | 20 | 21 | 22 | 23 | 24 | 25 | 26 | 27 | 28 |
| --------- | - | - | - | - | - | - | - | - | - | -- | -- | -- | -- | -- | -- | -- | -- | -- | -- | -- | -- | -- | -- | -- | -- | -- | -- | -- |
| Luogo     | T | C | T | T | C | T | C | T | C | C  | T  | C  | C  | T  | C  | T  | C  | T  | C  | T  | C  | T  | R  | T  | C  | T  | C  | R  |
| Risultato | V | N | V | P | V | P | V | P | V | N  | P  | P  | V  | V  | P  | V  | P  | P  | N  | V  | P  | P  | -  | V  | N  | P  | P  | -  |
| Posizione | 1 | 3 | 3 | 4 | 3 | 5 | 4 | 4 | 4 | 4  | 4  | 4  | 4  | 4  | 4  | 4  | 4  | 5  | 5  | 4  | 4  | 5  | 5  | 4  | 4  | 4  | 5  | 5  |

Legenda:

Luogo: C = Casa; T = Trasferta. Risultato: V = Vittoria; N = Pareggio; P = Sconfitta.

### Statistiche delle giocatrici
| Giocatore         | Serie A  | Serie A | Serie A     | Serie A    | Coppa Italia | Coppa Italia | Coppa Italia | Coppa Italia | Totale   | Totale | Totale      | Totale     |
| Giocatore         | Presenze | Reti    | Ammonizioni | Espulsioni | Presenze     | Reti         | Ammonizioni  | Espulsioni   | Presenze | Reti   | Ammonizioni | Espulsioni |
| ----------------- | -------- | ------- | ----------- | ---------- | ------------ | ------------ | ------------ | ------------ | -------- | ------ | ----------- | ---------- |
| L. Alborghetti    | 18       | 0       | 2           | 0          | 3            | 0            | 1            | 0            | 21       | 0      | 3           | 0          |
| E. Belli          | 0        | 0       | 0           | 0          | 0            | 0            | 0            | 0            | 0        | 0      | 0           | 0          |
| T. Bonetti        | 11       | 0       | 0           | 0          | 1            | 0            | 0            | 0            | 12       | 0      | 0           | 0          |
| A. Bonfantini     | 23       | 8       | 3           | 0          | 2            | 0            | 0            | 0            | 25       | 8      | 3           | 0          |
| K. Bowen          | 23       | 0       | 0           | 0          | 2            | 0            | 0            | 0            | 25       | 0      | 0           | 0          |
| H. Bugeja         | 22       | 4       | 0           | 0          | 0            | 0            | 0            | 0            | 22       | 4      | 0           | 0          |
| M. Cambiaghi      | 21       | 7       | 0           | 0          | 3            | 3            | 0            | 0            | 24       | 10     | 0           | 0          |
| S. Cetinja        | 23       | -38     | 1           | 0          | 3            | -3           | 0            | 0            | 26       | -41    | 1           | 0          |
| H. Csiszár        | 23       | 1       | 4           | 0          | 3            | 0            | 0            | 0            | 26       | 1      | 4           | 0          |
| F. Durante        | 4        | -8      | 0           | 0          | 0            | 0            | 0            | 0            | 4        | -8     | 0           | 0          |
| N. Eckhoff        | 3        | 0       | 0           | 0          | 1            | 0            | 0            | 0            | 4        | 0      | 0           | 0          |
| P. Fadda          | 0        | 0       | 0           | 0          | 1            | 0            | 0            | 0            | 1        | 0      | 0           | 0          |
| B. Fördős         | 8        | 0       | 1           | 0          | 1            | 0            | 0            | 0            | 9        | 0      | 1           | 0          |
| G. Karchouni      | 10       | 1       | 4           | 0          | 1            | 0            | 0            | 0            | 11       | 1      | 4           | 0          |
| L. Magull         | 14       | 9       | 1           | 0          | 2            | 0            | 1            | 0            | 16       | 9      | 2           | 0          |
| B. Merlo          | 11       | 0       | 0           | 0          | 3            | 0            | 0            | 0            | 14       | 0      | 0           | 0          |
| M. Milinković     | 11       | 0       | 3           | 0          | 1            | 0            | 0            | 0            | 12       | 0      | 3           | 0          |
| A. Nchout         | 5        | 0       | 0           | 0          | 1            | 0            | 0            | 0            | 6        | 0      | 0           | 0          |
| M. Pandini        | 12       | 0       | 0           | 0          | 1            | 0            | 0            | 0            | 13       | 0      | 0           | 0          |
| M. Pavan          | 1        | 0       | 0           | 0          | 0            | 0            | 0            | 0            | 1        | 0      | 0           | 0          |
| M. Jelčić         | 15       | 1       | 0           | 0          | 3            | 1            | 0            | 0            | 18       | 2      | 0           | 0          |
| S. Junge Pedersen | 13       | 2       | 0           | 0          | 2            | 0            | 0            | 0            | 15       | 2      | 0           | 0          |
| A. Piazza         | 0        | 0       | 0           | 0          | 0            | 0            | 0            | 0            | 0        | 0      | 0           | 0          |
| E. Polli          | 22       | 4       | 2           | 0          | 3            | 1            | 0            | 0            | 25       | 5      | 2           | 0          |
| C. Robustellini   | 18       | 1       | 2           | 0          | 3            | 0            | 1            | 0            | 21       | 1      | 3           | 0          |
| I. Santi          | 5        | 0       | 0           | 0          | 1            | 0            | 0            | 0            | 6        | 0      | 0           | 0          |
| A. Serturini      | 7        | 4       | 0           | 0          | 1            | 0            | 0            | 0            | 8        | 4      | 0           | 0          |
| F. Simonetti      | 19       | 2       | 4           | 0          | 1            | 0            | 0            | 0            | 20       | 2      | 4           | 0          |
| A. Sønstevold     | 9        | 0       | 0           | 0          | 0            | 0            | 0            | 0            | 9        | 0      | 0           | 0          |
| F. Thøgersen      | 23       | 0       | 0           | 0          | 2            | 0            | 0            | 0            | 25       | 0      | 0           | 0          |
| A. Tomter         | 18       | 0       | 0           | 0          | 2            | 0            | 2            | 0            | 20       | 0      | 2           | 0          |
| C. Tironi         | 0        | 0       | 0           | 0          | 0            | 0            | 0            | 0            | 0        | 0      | 0           | 0          |
| B. Vergani        | 0        | 0       | 0           | 0          | 0            | 0            | 0            | 0            | 0        | 0      | 0           | 0          |

## Giovanili

### Organigramma
Area tecnica
- Primavera
  - Allenatore: Marco Mandelli

### Piazzamenti
- Primavera:
  - Campionato: semifinali[42]